# Hailsham
Hailsham is een civil parish in het bestuurlijke gebied Wealden, in het Engelse graafschap East Sussex met 20.436 inwoners.